# Kamina (Kongo)
Kamina ist die Hauptstadt der Provinz Haut-Lomami in der Demokratischen Republik Kongo. Im Jahr 2004 wurde die Zahl der Einwohner mit 115.626 festgestellt.

## Verkehr
Kamina ist der Kreuzungspunkt dreier Eisenbahn-Linien der Société Nationale des Chemins de fer du Congo. Die Stadt liegt an der Nationalstraße 1 zwischen Mwene-Ditu und Likasi, die von der Mündung des Kongo quer durch den Süden des Landes an die Grenze zu Sambia führt. Die Stadt hat einen zivilen Flughafen und einen Militärflugplatz ca. 30 km nordöstlich der Stadt.

## Militär
Die Stadt wurde auch bekannt als Standort einer ehemaligen Militärbasis der Belgischen Streitkräfte, auf der während der Kongokrise der deutsche Söldner Siegfried Müller tätig war.
Der Komplex bestand nach dem Zweiten Weltkrieg aus einer Luftwaffenbasis, die zum Training von Piloten genutzt wurde und einem zweiten Komplex zur Ausbildung für Luftlandetruppen. Als der Kongo im Juni 1960 die Unabhängigkeit erlangte, behielten die Belgier zunächst in Absprache mit der neuen Regierung die Kontrolle über die Militärbasis, im Oktober 1960 wurde die Basis jedoch an die Vereinten Nationen übergeben.

## Söhne und Töchter der Stadt
- Léon Kalenga Badikebele (1956–2019), römisch-katholischer Erzbischof und Diplomat
- Batem, geb. Luc Collin (* 1960), belgischer Comiczeichner und Comicautor